# Mózesfalu
Mózesfalu (románul: Moișeni) falu Romániában, Szatmár megyében.

## Fekvése
Szatmár megyében, Avasújfalutól északkeletre, Bikszád és Lajosvölgy között fekvő település.

## Története
Mózesfalut a 18. században alapította Mózes nevű egykori birtokosa, aki Bikszádról költözött ide, a terület egykori tulajdonosa a Rátonyi család volt, tőlük vette zálogba a területet, melyen a későbbi falut alapította. 1820-ban a Becskyek, később Berenczei Kováts Sándor volt a település birtokosa. Mózesfalu lakosai a 20. század elején valamennyien Mois nevűek, vagyis mindannyian az alapító leszármazottai voltak.
A falu az 1900-as évek elején a környék „legszétszórtabb” települése volt, mivel a sok gyümölcsfától a falu erdőre hasonlított A településhez tartozott Hutapuszta is. A 20. század elején az Avasban fekvő falu 660 lakosából 610 görögkatolikus oláh nemzetiségű, 44 izraelita, 6 római katolikus volt. Ekkor a faluban 165 ház állt, s határa 1910 kataszteri hold volt. A trianoni békeszerződés előtt Mózesfalu Szatmár vármegye Avasi járásához tartozott.

## Nevezetességek
- Görögkatolikus temploma - 1859-ben épült.